# 朗根阿根
朗根阿根（德語：Langenargen，發音：[ˈlaŋənˌʔaʁɡn̩]）是德国巴登-符腾堡州蒂宾根行政区博登湖县的市镇，面积26.59平方千米，2023年12月31日人口为7,762人。